# Alex Rosemeier
Alexander Coenraad (Alex) Rosemeier (Soerakarta, 18 juli 1888 – Leiden, 15 augustus 1992) was een Nederlands kunstschilder.

## Biografie
Rosemeier verhuisde met zijn vader in 1900 van Nederlands-Indië naar Apeldoorn in Nederland. Zijn moeder was acht jaar eerder overleden. Na de dood van zijn vader (ca. 1908) werd Rosemeier beroepsmilitair. Hij was gelegerd in de Morschpoortkazerne in Leiden. In 1914 trouwde Rosemeier met Grietje Mast (1893-1969). In 1923 liep zijn contract bij het leger af en werd hij zelfstandig kunstenaar. Zijn eerste expositie werd gehouden in een ziekenhuis in Woerden. Hij onderhield zichzelf en zijn gezin door naast het kunstenaarschap verschillende baantjes te hebben. Vanaf de jaren dertig brachten zijn kunstwerken genoeg op, zodat hij er volledig van kon leven. 
Rosemeier wordt samen met schilders als Arend Jan van Driesten, Johannes Cornelis Roelandse en Chris van der Windt gerekend tot de Leidse School, een stroming gelieerd aan de Haagse School. Hij schilderde vooral Hollandse landschappen en werd daarbij sterk beïnvloed door het impressionisme. Naast landschappen legde hij zich toe op stadsgezichten, stillevens en portretten. Verbleef o.a. op het eiland De Kaag. Rosemeier was vooral geboeid door lichtval. 
Ter gelegenheid van zijn 85e verjaardag werd in 1973 een grote overzichtstentoonstelling in het Museum De Lakenhal in Leiden georganiseerd. Op 103-jarige leeftijd opende hij zijn laatste expositie, gehouden in het raadhuis van Wassenaar. Zijn laatste leerling was Leo van den Ende, de schilder van het Van den Ende Panorama (252m2), die dit van 1997 t.e.m. 2008 schilderde in Panorama TulipLand in Voorhout.